# مشاوره هایدر
مشاوره هایدر (انگلیسی: Hyder Consulting) شرکت مهندسی ولزی است، که در سال ۱۹۹۳ تأسیس شد.